# Jeanette Molnar
Jeanette Molnar, född 1983, är en svensk vattensportsutövare från Göteborg som tävlar inom konstsim och fridykning. Inom fridykning tävlar hon för klubben Juniordykarna i Göteborg och har varit en del av Sveriges landslag i poolfridykning sedan 2021. Jeanette Molnar är den första svenska kvinna att hålla andan över i sju minuter inom disciplinen Statisk apnea/andhållning. Hennes framgångar inom fridykning är bland annat guld på SM i poolfridykning 2020, 2024 och 2025  samt en 8e-placering på VM 2023.

## Meriter

### Nationellt rekord
2023-01-22 Statisk apnea 7min 7sek
2025-02-23 Statisk apnea 7min 11sek

### Personbästa tävling[5]
| Disciplin | Tid/distans       | År   | Plats             | Ackreditering |
| --------- | ----------------- | ---- | ----------------- | ------------- |
| STA       | 7 min 11 sekunder | 2025 | Göteborg, Sverige | AIDA          |
| DYN       | 181 meter         | 2024 | Kaunas, Litauen   | AIDA          |
| DYNb      | 142 meter         | 2021 | Göteborg, Sverige | AIDA          |
| DNF       | 131 meter         | 2023 | Jeju, Sydkorea    | AIDA          |